# Дружба (Сакский район)
Дру́жба (укр. Дружба, крымскотат. Drujba, Дружба) — исчезнувшее село в Сакском районе Республики Крым (согласно административно-территориальному делению Украины — Автономной Республики Крым), располагавшееся на северо-западе района, в степном Крыму, примерно в 0,5 км севернее села Кольцово.

## История
Впервые в исторических документах Дружба встречается в «Справочнике административно-территориального деления Крымской области на 15 июня 1960 года», как село Кольцовского сельсовета Евпаторийского района. 1 января 1965 года, указом Президиума ВС УССР «О внесении изменений в административное районирование УССР — по Крымской области», Евпаторийский район был упразднён (по другим данным — 11 февраля 1963 года) и село включили в состав Сакского в том же совете. Упразднено к 1977 году, как село Кольцовского сельсовета.